# ميريام مارتينهو
ميريام مارتينهو (بالبرتغالية: Míriam Martinho‏) (مواليد 1954) هي واحدة من أبرز النسويات في البرازيل، ومن ضمن الجيل الثاني من الصحفيات النسويات اللائي ظهرن في الثمانينات. كانت واحدة من أوائل الناس الذين أدخلوا المثلية عند النساء بشكل علني إلى نطاق النسوية، وأسست واحدة من أولى منظمات النسوية المثلية في البلاد. اكتسبت هي والرائدة في مجتمع الميم، روزيلي روث، تقديرًا كبيرًا لتنظيمهما لمظاهرة احتجاجية اشتُهرت باسم «احتجاج ستونوال البرازيلي» في فيرو بار في عام 1983. كتبت أيضًا للعديد من المجلات التي تدعم حقوق مجتمع الميم والنسوية، وقدمت عدة استبيانات خبيرة حول حالة مجتمع الميم في البرازيل.

## سيرة ذاتية
وُلدت ميريام مارتينهو في ريو دي جانيرو في عام 1954 ونشأت في مدينة ساو باولو البرازيلية، وهي واحدة من الشخصيات الرائدة في الحركة النسوية في البرازيل  والحركة الجنسية المثلية البرازيلية.
بدأت الحركة النسوية في البرازيل نشاطها إلى حد ما في عام 1975. بدأ الانقسام بين الزعماء اليساريين والنسويات بعد المؤتمر الثاني لنساء باوليستا. دعمت النسويات في ذلك الوقت مفهوم النوع الاجتماعي وليس الطبقة كمحور للتمكين السياسي والمساواة. أدى الانقسام إلى اعتماد النسويات على أنفسهن بالتقدم في قضيتهن إلى الأمام، وظهرت موجة من المجلات ذات الطابع النسوي والفكر النقدي النسوي.
تأسست العديد من المنظمات النسوية، وكان لكل منها موضوع محدد مثل التعليم والصحة والتمكين السياسي والنشاط الجنسي والعنف والعديد من المواضيع الأخرى. كانت مارتينهو جزءًا من هذه الحركة حيث أسست أول مجموعة نسوية مثلية باسم «مجموعة النسوية المثلية» في عام 1979. تفرّق أعضاء المجموعة في عام 1981، وذهب جزء منهم لتشكيل مجموعة باسم «مجموعة عمل النسوية المثلية»، وكان الأكثر نشاطا منهم هما مارتينهو وروزيلي روث.
بدأت مارتينهو في تأسيس صحيفة ناشطة تدعى «شاناكومشانا» في عام 1981، وكانت الصحيفة تتحدث بصوت مجموعة عمل النسوية المثلية. أُصدرت الصحيفة بتواتر يتراوح بثلاث أو أربع مرات في السنة خلال فترة الثمانينيات. كانت أول مجلة تعمل على توسيع فكرة إدراج المثليات في الحركة النسوية، ووُصفت هذه الحركة حينها بأنها راديكالية للغاية. غيرت المجلة اسمها لتتوافق مع اسم المجموعة عندما اعتُرف بها كمنظمة غير حكومية في عام 1989، وبدأت المرحلة الأولية في التركيز على قضايا مجتمع الميم بالإضافة إلى الحركة النسائية كتركيز ثانوي.
كانت مجلة شاناكومشانا مسؤولة بشكل مباشر عن الحدث الذي أُطلق عليه اسم «احتجاج ستونوال البرازيلي». نُظِّم احتجاج ضد حانة فيرو المعروفة بزبائنها المثليات في ساو باولو في 19 آب/أغسطس في عام 1983، وذلك لأنهم رفضوا السماح بتوزيع هذه المجلة فيها. بدأ كل من مارتينهو وروث بمظاهرة داعين الفنانين والمثقفين والمحامين للاحتجاج. تقول مارتينهو بأن الصعوبة بدأت قبل شهر تقريبًا عندما أخرجها المالكون هي وروث من الحانة لمحاولتهما توزيع المجلة فيها، وحصل حينها مشادة جسدية ومُنِعا من توزيعها.
خطط كلاهما للمظاهرة للاحتجاج على الحظر وحصلوا على تغطية صحفية واسعة لأنهم دافعوا عن موضوع استباقي وغير عنيف، ولكن أيضًا لأنهم كانوا واضحين في طريقة دفاعهم عن حقوقهم في وقت كان العديد من المثليات خائفات من الاعتراف بمثليتهن. زاد عدد المثليات اللاتي ذهبن للبار بعد حدوث الاحتجاج.
شاركت مارتينهو منذ التسعينيات في محاولة لتحسين الرعاية الصحية المقدمة للنساء وخاصة المثليات منهن. كانت تلاحظ مدى ضعفهن أثناء كشفهن عن حالتهن للأطباء الممارسين. قدمت بحثًا للمراجعة الدورية عن حالة مجتمع الميم في البرازيل في عام 2003. أُبرز تقريرها من قبل وزارة الخارجية الأمريكية ومجلس الهجرة واللاجئين في كندا في تقييمهما.

## التكريمات
- المؤتمر الدولي التاسع لخدمة معلومات المثليات الدولية في مدينة جنيف في سويسرا في 28 آذار/مارس في عام 1986.
- اجتماع النسوية المثلية في أمريكا اللاتينية ومنطقة البحر الكاريبي في تاكسكو في المكسيك في عام 1987.
- ملتقى المثليين والمثليات لتبادل الأفكار في سانتياغو في تشيلي في تشرين الثاني/نوفمبر 1992.